# Kim So-hyun
Kim So-hyun (kor. 김소현, ur. 4 czerwca 1999) – urodzona w Australii południowokoreańska aktorka, która rozpoczęła swoją karierę jako dziecko w 2006 roku. Początkowo zdobyła popularność, grając role w serialach Moon Embracing the Sun (2012) i Missing You (2013).
Swoją pierwszą główną rolę Kim So-hyun zagrała w dramacie Ma Boy (2012), a od tego czasu wystąpiła w wielu serialach telewizyjnych, w tym w szkolnym dramacie Kim jesteś: Szkoła 2015 (2015), komedii Hey Ghost, Let's Fight (2016), historycznym melodramacie The Emperor: Owner of the Mask (2017), komediach romantycznych Radio Romance (2018) i The Tale of Nokdu (2019), romansie Love Alarm (2019–2021) oraz koreańskim folklorze River Where the Moon Rises, gdzie wcieliła się w rolę zabójczyni. Jej pierwszym filmem, w którym zagrała główną rolę, był Pure Love (2016). W 2019 roku była także regularną prowadzącą program muzyczny MBC Music Core oraz survivalowy reality show Under Nineteen.

## Życiorys i kariera

### Wczesne lata i edukacja
Kim So-hyun urodziła się 4 czerwca 1999 roku w Australii i ma młodszego brata. W 2003 roku, kiedy miała cztery lata, przeprowadziła się do Korei Południowej. Jej ojciec zmarł, gdy miała dziewięć lat.
Przeniosła się ze Szkoły Podstawowej Hoeryong w prowincji Gyeonggi do Szkoły Podstawowej Towol, którą ukończyła w lutym 2012 roku. Następnie ukończyła Gimnazjum Yongin Munjung w 2015 roku. Później była nauczana w domu na poziomie szkoły średniej i zdała egzaminy maturalne do 2017 roku. W tym samym roku została przyjęta na Wydział Teatralny Uniwersytetu Hanyang. wzięła udział w 79. ceremonii rozpoczęcia roku akademickiego, która odbyła się 28 lutego 2018 roku na Uniwersytecie Hanyang w dzielnicy Seongdong, Seul.
W 2016 roku, w wywiadzie e-mailowym dla singapurskiej gazety The Straits Times, ujawniła, dlaczego zdecydowała się na naukę w domu zamiast uczęszczać do szkoły średniej. Powiedziała, że podczas zarządzania swoją karierą aktorską miała bardzo mało czasu na naukę w okresie gimnazjalnym (co sprawiało, że musiała zdawać egzaminy bez przygotowania) i brakowało jej udziału w zajęciach z rówieśnikami. Podobna sytuacja miała miejsce w jej czasach szkolnych. Wybrała nauczanie domowe na poziomie szkoły średniej, ponieważ nie chciała rezygnować z edukacji ani kariery. Dzięki tej decyzji Kim uważała, że będzie mogła poświęcić więcej czasu zarówno na aktorstwo, jak i na naukę.

### 2006–2011: Początki jako aktorka dziecięca
Zadebiutowała jako aktorka dziecięca w 2006 roku, grając rolę drugoplanową w specjalnym odcinku „Ten Minute Minor” w ramach cyklu Drama City. Następnie systematycznie zwiększała swoją liczbę występów, pojawiając się w takich produkcjach jak A Happy Woman (2007), Que Sera Sera (2007), Hometown of Legends (2008), My Name Is Pity (2008), Wife and Woman (2009) i Ja Myung Go (2009).
W 2010 roku Kim podpisała kontrakt z agencją SidusHQ. W tym samym roku została obsadzona w serialach Becoming a Billionaire oraz King of Baking, Kim Takgu. Potwierdzono również, że zadebiutuje na dużym ekranie w filmie Man of Vendetta (2010) jako Joo Hye-rin, córka szanowanego pastora, która zostaje porwana. została wybrana do tej roli spośród 500 kandydatek. Kontynuowała grę młodszych wersji głównych bohaterów w serialach telewizyjnych, takich jak The Thorn Birds (2011), The Duo (2011) i Sin of a Family (2011). Następnie zagrała w komedii familijnej Spy Papa, opowiadającej o relacjach rodziców i dzieci w okresie stosunków międzykoreańskich w 1974 roku.

### 2012–2014: Rosnąca popularność i role nastolatek
W 2012 roku pojawiła się w sześciu produkcjach w pierwszej połowie roku: w serialu fantasy Padam Padam; komedii historycznej I Am the King oraz w dramacie Moon Embracing the Sun, w którym zdobyła uznanie za rolę młodszej wersji drugoplanowej bohaterki. Otrzymała pochwały od widzów i reżysera za realistyczne ukazanie pragnień antagonistki. Dramat ten zajął pierwsze miejsce w swoim paśmie czasowym przez cały czas jego emisji, osiągając szczytową oglądalność na poziomie 42,2%, co przyniosło mu status „narodowego dramatu”. Następnie wystąpiła w komedii fantasy Rooftop, grając rolę złej siostry, w serialu Love Again oraz jako licealistka, której współlokatorem jest gwiazda, Ma Boy.
Kim ponownie spotkała się z gwiazdami filmów Rooftop Prince (Park Yoo-chun) i Moon Embracing the Sun (Yeo Jin-goo) w melodramacie Missing You. Swoją pierwszą nagrodę aktorską otrzymała w kategorii „Najlepsza aktorka dziecięca” na 1. gali K-Drama Star Awards za role w Ma Boy i Missing You.

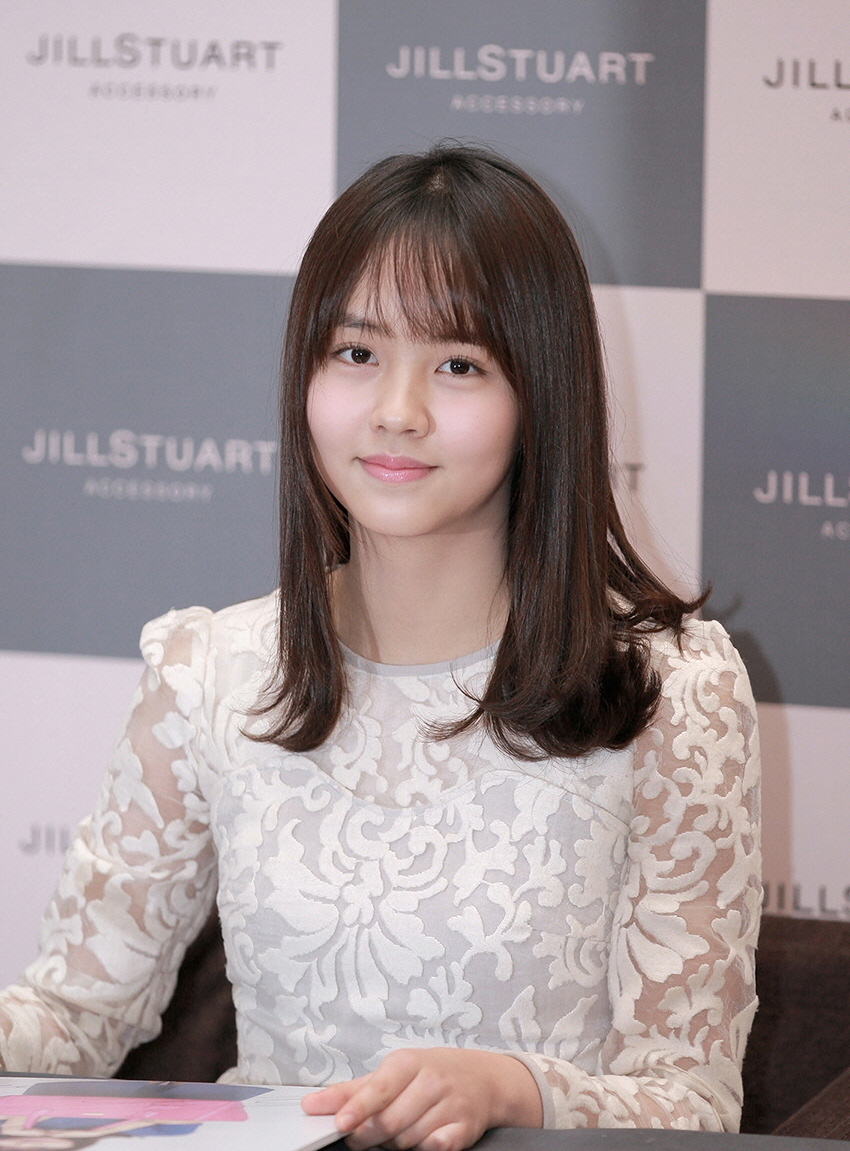
Kim So-hyun w grudniu 2013 roku

W 2013 roku pojawiła się w serialu Iris II: New Generation jako młodsza wersja głównej bohaterki oraz zagrała w The Secret of Birth jako dziewczyna o wysokim poziomie intelektu. Następnie wcieliła się w młodszą wersję postaci granej przez Lee Bo-young w popularnym koreańskim dramacie I Can Hear Your Voice. 20 czerwca Kim zaczęła współprowadzić muzyczny program MBC Music Core razem z Minho z SHINee i Noh Hong-chulem. Następnie została obsadzona w serialu The Suspicious Housekeeper, koreańskiej adaptacji japońskiego dramatu Kaseifu no Mita. W tym samym roku, razem z Kim Yoo-jung i Yeo Jin-goo, została uznana za jedną z trójki najlepiej opłacanych aktorów dziecięcych, zarabiającą powyżej średniej stawki. Podano, że Kim So-hyun otrzymywała 4-6 milionów wonów za odcinek.
W 2014 roku został obsadzony u boku Oh Yeon-soo w dramacie MBC Triangle. So-hyun podjęła wyzwanie swojej pierwszej podwójnej roli oraz swojego pierwszego gatunkowego serialu w nowym dramacie OCN Reset. Później została obsadzona w specjalnym dramacie KBS2 We All Cry Differently, który wygrał Konkurs na Scenariusz KBS w 2013 roku.

### 2015–2016: Przejście do głównych ról i hosting

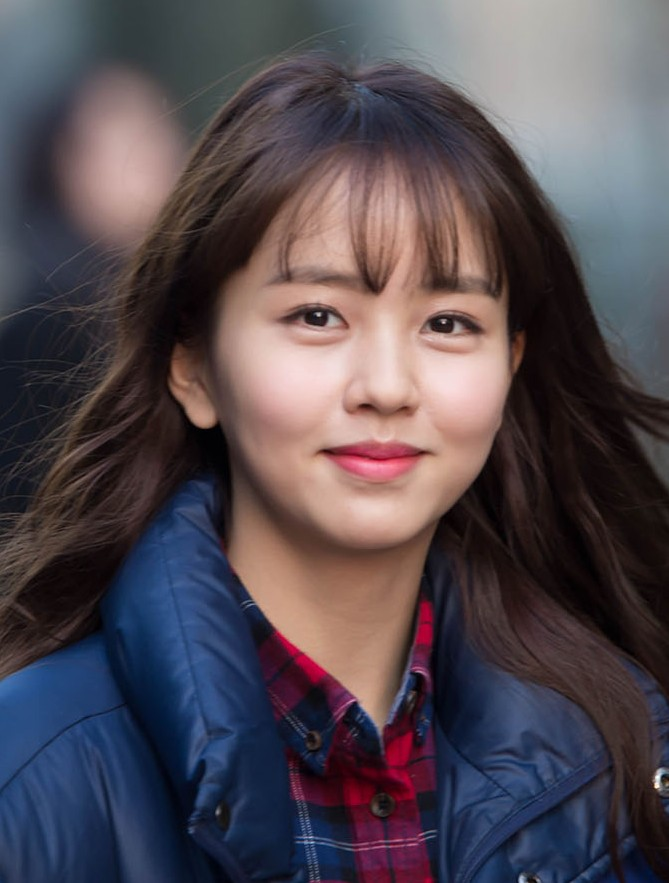
Kim So-hyun w styczniu 2015 roku

W 2015 roku wystąpiła gościnnie jako siostra głównego bohatera w dramacie Dziewczyna, która widzi zapachy, w którym ponownie spotkała się z Park Yoo-chunem, z którym wcześniej współpracowała przy Rooftop Prince i Missing You. 18 kwietnia Kim zrezygnowała z prowadzenia programu Music Core po dwóch latach. Wystąpiła także w serialu KBS Kim jesteś: Szkoła 2015, grając podwójną rolę bliźniaczek Lee Eun-bi i Go Eun-byul. Za swoją rolę otrzymała nagrodę „Gwiazda Roku” na ósmej edycji Korea Drama Awards. 21 listopada zorganizowała swoje pierwsze zagraniczne spotkanie promocyjne w Sunshine City w Hongkongu. Pod koniec roku została współprowadzącą galii 2015 KBS Drama Awards razem zJun Hyun-moo i Park Bo-gum.
W 2016 roku powróciła na duży ekran w filmie Pure Love u boku Do Kyung-soo. Następnie zagrała w dramacie internetowym Nightmare Teacher wraz z Lee Min-hyukiem, wcielając się w przewodniczącą klasy, która odkrywa tajemnicze sekrety szkoły. Serial był nagrywany na Uniwersytecie Hosan i wystąpiło w nim dziewięcioro studentów. W tym samym roku Kim wystąpiła w trzyodcinkowym dramacie specjalnym Page Turner u boku aktorów Ji Soo i Shin Jae-ha. Pierwsze spotkanie z fanami Kim, zatytułowane Lovely Day, odbyło się 9 kwietnia na Uniwersytecie Ming Chuan na Tajwanie. 4 czerwca Kim prowadziła Dream Concert 2016 razem z Leeteukiem i Hong Jong-hyunem. Następnie zagrała w Hey Ghost, Let's Fight u boku Ok Taec-yeona oraz wcieliła się w rolę 13-letniej księżniczki Deokhye w filmie The Last Princess. Park A-reum z K-pop Herald chwaliła Kim za jej głębokie emocjonalne aktorstwo w scenie pożegnania z matką, którą uznała za poruszającą, a także za połączenie z Son Ye-jin. Miała także powracającą rolę gościnną w popularnym dramacie fantasy Guardian: The Lonely and Great God. Jej występ jako cameo zrobił duże wrażenie na widzach i zwiększył ich zaangażowanie w pierwszych etapach serialu.

### 2017–2018: Role dorosłe, niestabilność zawodowa i innych aktywności
W 2017 roku wzięła udział w koreańskim dubbingu postaci Mitsuhy Miyamizu w filmie anime Your Name. Następnie powróciła do gry aktorskiej, zagrała główną rolę w dramacie The Emperor: Owner of the Mask, którego premiera odbyła się 10 maja. Był to jej pierwszy dramat historyczny po pięciu latach od Moon Embracing the Sun. Mimo wysokich ocen oglądalności, okres emisji serialu zbiegł się z trudnym momentem w życiu So-hyun. Wyraziła ona swoje trudności w zrozumieniu postaci, którą grała. Czuła się zagubiona i zaczęła tracić pewność siebie jako aktorka. Choć wszyscy chwalili jej grę aktorską i wygląd, czuła się zawstydzona, ponieważ nie była w stanie w pełni zrozumieć swojej postaci.
3 czerwca zorganizowała swoje pierwsze krajowe spotkanie z fanami „Lovely Day”. Następnie pojawiła się gościnnie w dramacie While You Were Sleeping, aby wesprzeć scenarzystę Park Hae-ryuna, z którym współpracowała przy Page Turner dla KBS. W sierpniu 2017 roku zakończyła siedmioletni kontrakt z SidusHQ. 11 listopada zorganizowała swoje drugie spotkanie z fanami na Tajwanie, zatytułowane Sweet Dream, we współpracy z Allets. W grudniu założyła własną agencję, E&T Story Entertainment, we współpracy z LOEN Entertainment. Agencją obecnie kieruje Park Chan-woo, jej menedżer z czasów jej pracy w SidusHQ.

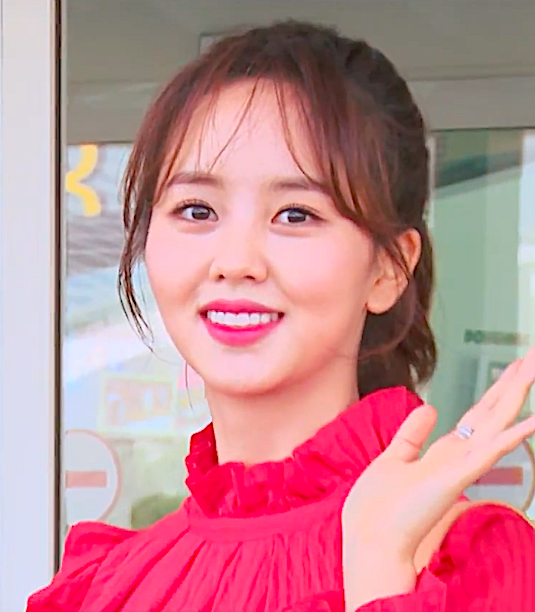
Kim So-hyun w sierpniu 2018 roku

W 2018 roku Kim została obsadzona w dramacie Radio Romance, którego emisja rozpoczęła się 29 stycznia. Zagrała scenarzystkę radiową, która nie ma szczególnego talentu do pisania. 24 stycznia w mediach społecznościowych pojawiło się zdjęcie przedstawiające So-hyun podczas kręcenia sceny pod wodą. Zdjęcie pokazuje kobietę w hanboku w wodzie, nakręcone 21 stycznia, kiedy temperatura spadła poniżej minus 16 stopni. Podczas konferencji prasowej z okazji premiery Radio Romance 25 stycznia, reżyser odniósł się do krytyki związanej z filmowaniem na zewnątrz w tak trudnych warunkach pogodowych. Przeprosił, stwierdzając „Nagranie na zewnątrz z Kim So-hyun zakończyło się w niedzielę [21 stycznia]. Dużo nad tym debatowaliśmy, ponieważ musiała wejść do wody. Zapewniliśmy sprzęt bezpieczeństwa w pobliżu i samochód kempingowy na planie, a nagranie zakończyliśmy w najkrótszym możliwym czasie. Z powodu ograniczeń czasowych wczoraj [24 stycznia] sceny w wodzie były kręcone przez dublerkę, a nie przez Kim So-hyun, która nosiła zimowy kombinezon i była w podobnej sytuacji. Sceny zostały nakręcone na jedno ujęcie, a natychmiast podjęto środki ochrony. Przepraszamy za wywołanie obaw w związku z tą sprawą. Plan zdjęciowy to nasze życie, a bezpieczeństwo jest naturalnie najważniejsze”.
Tego samego dnia, współprowadziła 27. edycję Seoul Music Awards razem z Kim Hee-chul i Shin Dong-yup. 1 lipca zorganizowała swoje pierwsze spotkanie z fanami w Japonii, Kim So Hyun, 1st Premium Fanmeeting, w którym wzięło udział 800 osób. Po 10 latach od debiutu, poprowadziła swój własny program reality show Because This is My First Twenty - Kim So-hyun's YOLO Solo California, gdzie stawiała przed sobą wyzwania i odkrywała swoją prawdziwą tożsamość w obcym kraju.

### Od 2019: Odzyskanie uznania aktorskiego
Na początku 2019 roku Kim So-hyun, Kim Hee-chul i Shin Dong-yup zostali wybrani na prowadzących Seoul Music Awards po raz drugi z rzędu, prowadząc 28. ceremonię. Zorganizowała swoje drugie spotkanie z fanami Sso.Affirmation.Happiness: Kim So Hyun's Little & Indeed, Happiness w Korei, przed swoimi urodzinami, z frekwencją 300 osób. 29 czerwca odbyło się także jej pierwsze spotkanie z fanami w Tokio w Japonii. Zagrała główną rolę w oryginalnej produkcji Netflixa Love Alarm, opartej na popularnym webtoonie o tym samym tytule. Wyjaśniła, że jej postać po raz pierwszy doświadcza emocji miłości, co przypomniało jej o własnych przeżyciach. Chciała wcielić się w żywą, pełną emocji postać Jo-jo, korzystając z własnych doświadczeń. Kim Yoo-jin z Exsports News podkreśliła, że Kim zaprezentowała wysoki poziom zgodności z postacią oraz „bogatą i stabilną” grą aktorską w serialu. Joan MacDonald z Forbes zauważyła, że So-hyun idealnie pasowała do roli Jojo. Serial Netflixa został sklasyfikowany jako 8. najchętniej oglądana produkcja na tej platformie w Korei Południowej w 2019 roku.

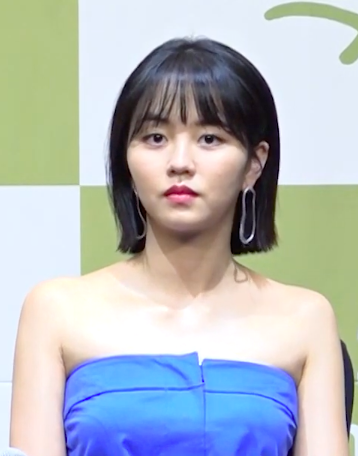
Kim podczas konferencji prasowej The Tale of Nokdu w 2019 roku

Tego samego roku Kim So-hyun została obsadzona u boku Jang Dong-yoon w komedii romantycznej osadzonej w dynastii Joseon, The Tale of Nokdu, gdzie zagrała niezdarną i porywczą kandydatkę na Kisaeng. Chon Kye-young i Hye Jin-yang, autorzy obu webtoonów, wybrali Kim jako pierwszą opcję do roli głównej bohaterki. Shin Ji-won z Hankyung zauważył, że postać Kim So-hyun oczarowała widzów, ponieważ aktorka doskonale wcieliła się w swoją postać. Jang Dong-yoon powiedział: „Byłem przekonany, że nie ma lepszej aktorki do roli Dong Joo niż So-hyun. Byłem bardzo wdzięczny, że spotkałem w niej najlepszego partnera”. Widzowie nadali tej parze przydomek „ Manhwa tearing” za uchwycenie wszystkiego, od śmiechu po ekscytację, i dodanie własnych barw do oryginalnych postaci. Za rolę Dong Joo otrzymała nagrodę Excellence Award na koniec roku podczas KBS Drama Awards. Serial znalazł się na 10. miejscu w rankingu najczęściej wyszukiwanych koreańskich dramatów w 2019 roku.
1 października oficjalne oświadczenie Kakao M ujawniło, że Kim So-hyun otrzymała 815 akcji (o wartości około 100 milionów wonów) w celu rozwiązania kwestii praw do wzmocnienia solidarności z afiliatami i artystami. So-hyun jest jedną z wielu artystek związanych z Kakao M, które otrzymały akcje od firmy, która, według doniesień, przygotowuje się do ponownego wejścia na Koreańską Giełdę Papierów Wartościowych. 29 października Netflix potwierdził, że So-hyun ponownie wcieli się w rolę Kim Jo-jo w drugim sezonie serialu Love Alarm.
15 stycznia 2021 roku E&T Story Entertainment wydało oficjalne oświadczenie, w którym poinformowało, że Kim So-hyun opuści agencję. 18 stycznia podpisała ekskluzywny kontrakt z Culture Depot.
W lutym 2021 roku zagrała główną rolę w historycznym dramacie River Where the Moon Rises, którego premiera odbyła się 15 lutego. Wcieliła się w postać generała, urodzonego jako księżniczka, ale wychowanego jako wojownik, który dąży do przywrócenia dawnej świetności swojego kraju, Goguryeo. Dramat stał się przedmiotem kontrowersji po oskarżeniach o zastraszanie, skierowanych przeciwko Ji Soo, który grał główną rolę męską. Reżyser Yoon Sangho mówił o So-hyun: „Nie jest łatwo ponownie nagrywać sceny, które już zostały nakręcone z innym aktorem. Dlatego powiedziałem jej przed ponownym nagrywaniem: 'Nie możemy tego zrobić bez ciebie, jesteś najważniejsza w tym dramacie, mam nadzieję, że wytrwasz do końca jako główna bohaterka.' [Ona] zgodziła się i kontynuowała nagrania. Za to jestem jej wdzięczny„. W wywiadzie dla magazynu Y Noblesse w lipcowym wydaniu z 2021 roku, ujawniła, że nie otrzymała wynagrodzenia za ponowne nagrania z miłości i przywiązania do dramatu i swojej postaci. Zdobyła pochwały za solidne aktorstwo, umiejętności władania mieczem oraz za przedstawienie trzech różnych postaci: zabójczyni Yeom Ga-jin, księżniczki Pyeonggang i królowej Goguryeo, Królowej Yeon, za co została nominowana do Baeksang Arts Awards w kategorii Najlepsza aktorka telewizyjna, stając się jedną z najmłodszych nominowanych w tej kategorii. Pod koniec roku została prowadzącą ceremonii KBS Drama Awards 2021 wraz z Sung Si-kyung i Lee Do-hyun. To był jej powrót do roli prowadzącej po 6 latach od 2015 roku.
W 2022 roku podpisała kontrakt z agencją Ieum Hashtag. W lipcu 2023 roku powróciła na mały ekran w komedii romantycznej tvN My Lovely Liar. Zagrała także główną rolę w komediodramacie opartym na webtoonie Is It Fate? autorstwa Song Hyun-wook, w którym zagrała kobietę, która po dziesięciu latach ponownie spotyka swoją pierwszą miłość.

## Filmografia

### Filmy
| Rok  | Tytuł             | Rola                         | Uwagi                    |
| ---- | ----------------- | ---------------------------- | ------------------------ |
| 2008 | My Name Is Pity   | młoda Jin-ha                 | Krótkometrażowy          |
| 2010 | Man of Vendetta   | Joo Hye-rin                  |                          |
| 2011 | Sin of a Family   | Jung Myung-hee               |                          |
| 2011 | Spy Papa          | Soon-bok                     |                          |
| 2012 | I Am the King     | Sol-bi                       |                          |
| 2013 | Killer Toon       | młoda Mi-sook                |                          |
| 2016 | Pure Love         | Jung Soo-ok                  |                          |
| 2016 | The Last Princess | nastoletnia Princess Deokhye |                          |
| 2017 | Your Name         | Mitsuha Miyamizu             | Głos (dubbing koreański) |

### Seriale telewizyjne
| Rok       | Tytuł                           | Rola                                             | Uwagi                                        |
| --------- | ------------------------------- | ------------------------------------------------ | -------------------------------------------- |
| 2006      | Drama City "Ten Minute, Minor"  |                                                  |                                              |
| 2007      | A Happy Woman                   | młoda Lee Ji-yeon                                |                                              |
| 2007      | Que Sera Sera                   | młoda Han Eun-soo                                |                                              |
| 2008      | Korean Ghost Stories            | Yeon-hwa                                         | Odcinek: "Baby, Let's Go to Cheong Mountain" |
| 2008–2009 | Wife and Woman                  | Jo Je-ni                                         |                                              |
| 2009      | Ja Myung Go                     | Myo-ri                                           |                                              |
| 2009      | The Children of Heaven          | Kim Son-young                                    | Dramat kampanii zbierania funduszy           |
| 2009      | Loving You a Thousand Times     |                                                  |                                              |
| 2010      | Becoming a Billionaire          | młoda Lee Shin-mi                                |                                              |
| 2010      | Bread, Love and Dreams          | młoda Gu Ja-rim                                  |                                              |
| 2011      | The Thorn Birds                 | młoda Seo Jung-eun                               |                                              |
| 2011      | The Duo                         | młoda Geum-ok                                    |                                              |
| 2011–2012 | Padam Padam                     | młoda Jung Ji-na                                 |                                              |
| 2012      | Moon Embracing the Sun          | młoda Yoon Bo-kyung                              |                                              |
| 2012      | Rooftop Prince                  | młoda Hong Se-na / młoda Crown Princess Hwa-yong |                                              |
| 2012      | Love Again                      | Jung Yoo-ri                                      |                                              |
| 2012      | Reckless Family 1               | Kim So-hyun                                      |                                              |
| 2012      | Ma Boy                          | Jang Geu-rim                                     |                                              |
| 2012–2013 | Missing You                     | młoda Lee Soo-yeon                               |                                              |
| 2013      | Iris II: New Generation         | młoda Ji Soo-yeon                                |                                              |
| 2013      | The Secret of Birth             | młoda Jung Yi-hyun                               |                                              |
| 2013      | I Can Hear Your Voice           | młoda Jang Hye-sung                              |                                              |
| 2013      | The Suspicious Housekeeper      | Eun Han-gyul                                     |                                              |
| 2014      | Triangle                        | młoda Shin-hye                                   |                                              |
| 2014      | Reset                           | Choi Seung-hee / Jo Eun-bi                       |                                              |
| 2014      | We All Cry Differently          | Ryu Ji-hye                                       |                                              |
| 2015      | Dziewczyna, która widzi zapachy | Choi Eun-seol                                    | Cameo, Odcinki 1-2 i 5                       |
| 2015      | Kim jesteś: Szkoła 2015         | Lee Eun-bi / Go Eun-byul                         |                                              |
| 2016      | Page Turner                     | Yoon Yoo-seul                                    |                                              |
| 2016      | Bring It On, Ghost              | Kim Hyun-ji                                      |                                              |
| 2016      | Goblin                          | Queen Sun-hee / Kim Sun                          | Cameo, Odcinki 1 i 7-9-10-11-13              |
| 2017      | The Emperor: Owner of the Mask  | Han Ga-eun                                       |                                              |
| 2017      | While You Were Sleeping         | Park So-yoon                                     | Cameo, Odcinki 3–8 i 32                      |
| 2018      | Radio Romance                   | Song Geu-rim                                     |                                              |
| 2019      | The Tale of Nokdu               | Dong Dong-joo / Eun-seo                          |                                              |
| 2021      | River Where the Moon Rises      | Princess Pyeonggang / Yeom Ga-jin / Queen Yeon   |                                              |
| 2023      | My Lovely Liar                  | Mok Sol-hee                                      |                                              |
| 2024      | Serendipity's Embrace           | Lee Hong-joo                                     |                                              |
| 2024      | Good Boy                        | Ji Han-na                                        |                                              |

### Seriale internetowe
| Rok       | Tytuł            | Rola        |
| --------- | ---------------- | ----------- |
| 2016      | Koszmarny Wysoki | Kang Ye-rim |
| 2019–2021 | Love Alarm       | Kim Jo-jo   |

### Program telewizyjny
| Rok  | Tytuł                                                               | Rola          |
| ---- | ------------------------------------------------------------------- | ------------- |
| 2014 | 100 People, 100 Songs, odcinek 1                                    | Uczestniczka  |
| 2018 | Because This Is My First Twenty: Kim So-hyun's YOLO SOLO California | Główna obsada |

### Hosting
| Rok       | Tytuł                    | Uwagi                                     |
| --------- | ------------------------ | ----------------------------------------- |
| 2013–2015 | Show! Music Core         | z Noh Hong-chul, Choi Min-ho i Zico       |
| 2015      | The Thousand Won Concert | Orkiestra z Shin-ik Hahm                  |
| 2015      | KBS Drama Awards         | z Jun Hyun-moo i Park Bo-gum              |
| 2016      | Dream Concert            | z Leeteuk i Hong Jong-Hyun                |
| 2016      | Running Man              | Specjalny odcinek świąteczny, odcinek 331 |
| 2018      | 27th Seoul Music Awards  | z Kim Hee-chul i Shin Dong-yup            |
| 2018–2019 | Under 19                 | Host                                      |
| 2019      | 28th Seoul Music Awards  | z Kim Hee-chul i Shin Dong-yup            |
| 2021      | KBS Drama Awards         | z Sung Si-kyung i Lee Do-hyun             |

### Udział w teledyskach
| Rok  | Tytuł                 | Artysta   |
| ---- | --------------------- | --------- |
| 2012 | "Let's Walk Together" | Touch     |
| 2012 | "Legend of Tears"     | Hi.Ni     |
| 2013 | "I Yah"               | Boyfriend |
| 2021 | "Should've Known"     | 2AM       |
| 2021 | "No Good in Good-Bye" | 2AM       |